# شو (عملة ذهبية)
شو Shu (朱) هي عملة مربعة ذهبية يابانية حصل تداولها خلال فترة إيدو .

## وان شو

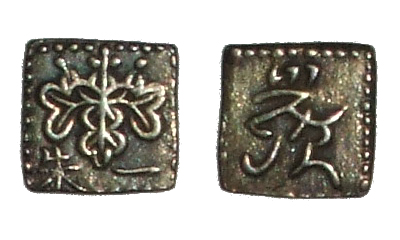
شو الذهبي حوالي عام 1824

نشأت عملات شو المصنوعة من سبيكة ذهبية لأول مرة خلال عصر بونسي حيث سُكت لأول مرة في وقت ما في مايو 1824. تتميز هذه العملات المعدنية المربعة الأولى بشعار بولونيا مع 1 Shu (一朱) على الوجه ولها Shozaburo Goto's [خطأ: تحقق من وسيط ورمز اللغة] توقيع محفور على الوجه الخلفي. في البداية، صُكّت من سبيكة من 12.3% ذهب، و87.4% فضة، و0.3% مواد أخرى متنوعة، بأوزان 1.40 غرام.  حرصًا على إبقاء نسبة الذهب منخفضة، إذ كان من المفترض أن تكون عملة شو عملة فرعية لعملتي إيتشيبوبان وكوبان.
عندما صُدرت للتداول في يوليو من نفس العام استغل المزورون جودتها بسرعة. كانت المشكلة هي انخفاض نقاء الذهب للعملة حيث كان لونها سهل التكرار. وعلى الرغم من الجهود المبذولة لإذابة أي محتوى فضي على سطح العملة، إلا أن اللون الذهبي تلاشى من خلال التداول مما أفسح المجال لتلوين مختلط وفي النهاية فضي.  أثبتت هذه العملات أيضًا أنها غير مرغوب فيها لدى الجمهور لأنها كانت صغيرة وغير عملية وسهلة الفقد. بدأت عمليات استبدال شو الذهبي في شكل عملات فضية في 10 يوليو 1829، وانتهت عملات شو الذهبية في السنة الثالثة من تينبو (1832). ومن الناحية القانونية، أُوقفت السلسلة في نهاية السنة الحادية عشرة من تينبو (1840).

## اثنان شو

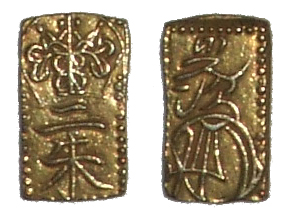
تينبو ني شوبان

في السنوات الأخيرة من عهد عملات تينبو ني شوبان، بدأ إصدار نوع جديد يُسمى Man'en Ni Shuban (万延二朱判) في 10 أبريل 1860. كانت هذه أرق العملات الذهبية في فترة إيدو، إذ بلغ وزن كل منها 0.75 غرام فقط، وكانت مصنوعة من خليط من: 22.9% ذهب، و76.7% فضة، و0.3% مواد أخرى متنوعة. استمرت عملات مان'ين ني شوبان في التداول حتى نهاية سبتمبر 1874، عندما استُبدلت بالين الياباني المُعتمد حديثًا.
سُكّت عملة Two Shu (二朱金) أيضًا على شكل مربع ذهبي وجرى تداولها خلال فترة إيدو. وبينما يعود تاريخ أولى عملات "شو" إلى السنة العاشرة من جينروكو (1697)، إلا أنها كانت من نفس درجة عملة أوبان وتُدرج ضمن هذا النوع من العملات.  تشمل العملات الصادرة في فترة لاحقة نوعين مختلفين يرتبط اسمهما بعصر سكهما الأول. بدأ سك عملة Tenpō Ni Shuban (天保二朱判) في 3 سبتمبر 1832، ودخلت حيز التداول في 24 أكتوبر من نفس العام. ومثل عملات "شو" الصادرة سابقًا، كانت هذه عملة فرعية لعملة إيتشيبوبان . تشمل الاختلافات زيادة في الوزن قدرها 1.64 جرام لكل منهما، ومحتوى ذهب أعلى مع سبيكة من 29.9٪ ذهب و69.7٪ فضة و0.4٪ مواد متنوعة أخرى. تُداول عملتين من عملات شو لمدة تزيد على 30 عامًا قبل أن يُعلقا في نهاية مايو 1866.

## أرقام التوزيع

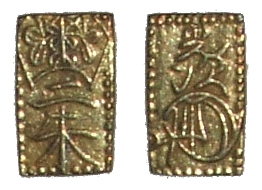
مان'ين ني شوبان حوالي عام 1865

| فئة   | اسم العصر | التمور اليابانية | التواريخ الميلادية [ ب ] | ضرب النقود  |
| ----- | --------- | ---------------- | ------------------------ | ----------- |
| 1 Shu | Bunsei    | 文政七 – 天保三  | 1824 – 1832              | 46,723,072  |
| 2 Shu | Tenpō     | 天保三 – 安政五  | 1832 – 1858              | 103,069,600 |
| 2 Shu | Man'en    | 万延元 – 明治元  | 1860 – 1869              | 25,120,000  |

## ملحوظات
1. ↑  Edo coinage is named after their era of origin regardless of how many eras their actual mintage spans.
2. ↑  These years are for reference only as the given coins may not be dated